# Titularbistum Chrysopolis in Arabia
Chrysopolis in Arabia (ital.: Crisopoli di Arabia) ist ein Titularbistum der römisch-katholischen Kirche. 
Es geht zurück auf einen untergegangenen Bischofssitz in der gleichnamigen antiken Stadt, die in der römischen Provinz Arabia lag. Der Bischofssitz war der Kirchenprovinz Bostra zugeordnet.
| Titularbischöfe von Chrysopolis in Arabia |                                             |                                                                                               |                    |                    |
| Nr.                                       | Name                                        | Amt                                                                                           | von                | bis                |
| 1                                         | Galcerán Cassanyach OCarm                   | Weihbischof in Mallorca (Spanien)                                                             | 2. Februar 1534    | 1537               |
| 2                                         | Rafael Llinás OCarm                         | Weihbischof in Mallorca (Spanien)                                                             | 27. Juni 1537      | 4. Juni 1558       |
| 3                                         | Francesco Panicarola OFM                    |                                                                                               | 4. Juli 1586       | 28. September 1587 |
| 4                                         | Melchiorre Pelletta                         | Weihbischof in Turin (Italien)                                                                | 9. März 1588       |                    |
| 5                                         | Jean Bernard d’Angeloch                     | Weihbischof in Basel (Schweiz)                                                                | 20. Mai 1613       |                    |
| 6                                         | Matheus de Castro Mahale CO                 | Apostolischer Vikar von Idalcan (Indien) und Pegù (Burma) / Apostolischer Vikar von Äthiopien | 14. November 1637  | 1669               |
| 7                                         | Thomas Henrici                              | Weihbischof in Basel (Schweiz)                                                                | 4. Mai 1648        | 19. Februar 1660   |
| 8                                         | Johann Kaspar Schnorf                       | Weihbischof in Basel (Schweiz)                                                                | 4. Juli 1661       | 10. Juni 1704      |
| 9                                         | Johann Bernhard Mayer                       | Weihbischof in Würzburg (Deutschland)                                                         | 26. Januar 1705    | 7. September 1747  |
| 10                                        | Franz Xaver Anton Marxer                    | Weihbischof in Wien (Österreich)                                                              | 6. Mai 1748        | 25. Mai 1775       |
| 11                                        | Ignaz Franz Stanislaus Reichsgraf von Spaur | Koadjutorbischof in Brixen (Österreich)                                                       | 18. Dezember 1775  | 31. Dezember 1778  |
| 12                                        | Caesar Muni-Forno                           | Weihbischof in Messina (Italien)                                                              | 23. September 1782 |                    |
| 13                                        | Andrzej Benedykt Kłągiewicz                 | Weihbischof in Vilnius (Polen-Litauen)                                                        | 15. März 1830      | 14. Dezember 1840  |
| 14                                        | Pedro de Santa Mariana e Souza OCD          | Weihbischof in São Sebastião do Rio de Janeiro (Brasilien)                                    | 1. März 1841       | 6. Mai 1864        |
| 15                                        | Claude-Marie Dépommier MEP                  | Apostolischer Vikar von Coimbatore (Indien)                                                   | 17. Februar 1865   | 8. Dezember 1873   |
| 16                                        | Jean-Yves-Marie Coadou MEP                  | Apostolischer Vikar von Mysore (Indien)                                                       | 20. August 1880    | 10. Oktober 1886   |
| 17                                        | Pierre-Jean-Marie Gendreau MEP              | Apostolischer Vikar von Hanoi (Vietnam)                                                       | 26. April 1887     | 7. Februar 1935    |